# Fête du bruit dans Landerneau
Le festival annuel de la Fête du bruit dans Landerneau dure trois jours et débute à la mi-août. Créé en 2009, il se déroule sur les jardins de la Palud à Landerneau en Bretagne.
Le festival est organisé par Régie Scène et accueille, dans un cadre urbain sur les berges de l'Élorn, plus de 50 000 festivaliers. En 2018 il fête sa 10e édition.

## Histoire

### 2009
L'édition réunit 11 000 personnes.
| Samedi 15 août                                                           |
| ------------------------------------------------------------------------ |
| - Tryo - Archimède - Caravan Palace - Ridan - Anaïs - Bernard Lavilliers |

### 2010
Personne accueille 11 000 personnes.
| Samedi 14 aout                                                             | Dimanche 15 aout                                                                    |
| -------------------------------------------------------------------------- | ----------------------------------------------------------------------------------- |
| - Status Quo - La Rue Kétanou - Steel Pulse - Danakil - ZAZ - Soldat Louis | - Morcheeba - Placebo - 2 Many DJ’s - Wax Tailor - BB Brunes - Melissa Auf Der Maur |

### 2011
Personne accueille 28 000 personnes.
| Samedi 13 aout                                                                         | Dimanche 14 aout                                                                                     |
| -------------------------------------------------------------------------------------- | --- |
| - Simple Minds - Amy Macdonald - Stromae - Arno - Aṣa - Patrice - Les Ogres de Barback | - Morcheeba - Moby - The Hives - Lilly Wood and the Prick - Yodélice - Flogging Molly - Skip The Use |

### 2012

Logo de 2012 à 2016

28 000 personnes accueillies.
| Vendredi 10 Août                                           | Samedi 11 Août                                                                                     |
| ---------------------------------------------------------- | -------------------------------------------------------------------------------------------------- |
| - Revolver - Agoria - Kavinsky - Steve Aoki - David Guetta | - Merzhin - Miossec - Catherine Ringer - The Ting Tings - Miles Kane - The Stranglers - Shaka Ponk |

### 2013
L'édition de 2013 réunit 32 000 personnes sur trois jours.
| Vendredi 9 août | Samedi 10 août                                                                                    | Dimanche 11 août                                        |
| --- | ------------------------------------------------------------------------------------------------- | ------------------------------------------------------- |
| - Talkin Dumbs - The Jim Jones Revue - Peter Doherty - Sinead O’Connor - The Dandy Warhols - Patrice - Snoop Dogg aka Snoop Lion - Birdy Nam Nam | - DJ Tone Broker - The Undertones - Dub Inc - Asaf Avidan - Damien Saez - Madness - Tricky - Tryo | - The Amplifetes - Goose - The Bloody Beetrots - Surkin |

### 2014
L'édition réunit 30 000 personnes sur deux jours.
| samedi 9 Août                                                                              | dimanche 10 Août |
| ------------------------------------------------------------------------------------------ | --- |
| - 2 Many DJ's - Tiken Jah Fakoly - -M- - the Pogues - Babyshambles - New Model Army - Siam | - Paul Kalkbrenner - Woodkid - The Hives - Chinese Man anniversary - The Strypes - cats on trees - The Red Goes Black |

### 2015
La septième édition a battu son record de fréquentation avec 32500 spectateurs.
| vendredi 7 août                                                                                                   | Samedi 8 août |
| --- | --- |
| - Mickael Guerrand - Groundation - Lilly Wood & the Prick - Stephen Marley - Mika - Snoop Dogg - Fauve - Gramatik | - Ker Faya Sound System - Shake Shake Go - Les Wampas - Nâaman - Hubert-Félix Thiéfaine - Robert Plant & The Sensational Space Shifters, - Shaka Ponk - Simian Mobile Disco |

### 2016
La huitième édition accueille 52 000 festivaliers avec les bénévoles.
| vendredi 12 août                                               | samedi 13 août | dimanche 14 août |
| -------------------------------------------------------------- | --- | --- |
| - Indochine - Garbage - Patrice - Mass Hysteria - Bantam Lyons | - The Cranberries (annulé à la dernière minute et remplacé par un second set de Rotor Jambreks ) - Damian Marley - Les Casseurs Flowters - Deluxe - Salut c'est cool - Birdy Nam Nam - Greem & Pfel (C2C) - Rotor Jambreks | - Iggy pop - Die Antwoord - Skunk Anansie - Dub inc - No one is innocent - Naïve New Beaters - Von Pariahs - Rosemary and the Ride |

### 2017
Avec une jauge de 54 000 personnes, le festival affiche pour la première fois complet trois semaines avant l'événement.
| vendredi 11 août                                                                                               | samedi 12 août                                                                  | dimanche 13 août                                                                             |
| --- | ------------------------------------------------------------------------------- | -------------------------------------------------------------------------------------------- |
| - The Cranberries (annulé et remplacé par Texas ) - The Avener - $-Crew - Naâman - L.E.J. - Boulevard des Airs | - Placebo - Marilyn Manson - Trust - Mat Bastard - Danger - Last Train - Wicked | - The Offspring - Cypress Hill - Matmatah - Bigflo & Oli - Dave Clarke - Biga*Ranx - Mr Bonz |

### 2018
La dixième édition se décline en deux festivals, un dans le Morbihan et le second dans le Finistère.
45 000 festivaliers participent au rendez-vous de Saint-Nolff :
| vendredi 06 juillet                                                                | samedi 07 juillet                                                           | dimanche 08 juillet                                                                                    |
| ---------------------------------------------------------------------------------- | --------------------------------------------------------------------------- | --- |
| - Macklemore - Shaka Ponk - Milky Chance - Bootleggers United - Jahneration - BRNS | - Indochine - Damian Marley - FFF - Bagarre - La Phaze - The red goes black | - The Offspring - Simple Minds - Danakil - Naâman - Chinese Man - Action Bronson - The Blue Butter Pot |

47 000 festivaliers  participent au rendez-vous de Landerneau :
| vendredi 17 août | samedi 18 août                                                                                    | dimanche 19 août                                                                                      |
| --- | ------------------------------------------------------------------------------------------------- | --- |
| - Patti Smith - Sum 41 - Alt-J - Tiken Jah Fakoly - Martin Solveig - Bertrand Cantat (annulé) - Gentleman's Dub Club - Dead! | - Suprême NTM - Feu! Chatterton - Two Door Cinema Club - Vald - Danakil - Little Big - Le Mamøøth | - Shaka Ponk - Franz Ferdinand - Paul Kalkbrenner - Seasick Steve - Vitalic - La Phaze - The Decline! |

### 2019
Près de 30 000 festivaliers participent au rendez-vous de Saint-Nolff :
| samedi 6 juillet                                                            | dimanche 7 juillet                                           |
| --------------------------------------------------------------------------- | ------------------------------------------------------------ |
| - Bigflo et Oli - Orelsan - Deluxe - Therapie Taxi - Panda Dub - Spider ZED | - Soprano - - M - - Vaudou Game - Miles Kane - The Sunvizors |

à Landerneau :
| vendredi 9 août | samedi 10 août | dimanche 11 août                                                                                                |
| --- | --- | --- |
| - Prophets of Rage - Orelsan - Hyphen Hyphen - Frank Carter & The Rattlesnakes - L'Entourloop feat. Troy Berkley et N'Zeng - Barry Moore - Fritz Kalkbrenner | - The Prodigy (annulé) - Gossip - The Waterboys - Nekfeu - Jain - Skip The Use - Blood Red Shoes - Ocean Alley - Ensemble National de Reggae | - DJ Snake - Roméo Elvis - Ska-P - Dub Inc - No One Is Innocent - Merzhin - Voyou - Ensemble National de Reggae |

### 2020
Les deux éditions sont annulées pour cause de crise sanitaire.
Saint-Nolff (annulée) :
| vendredi 10 juillet                       | samedi 11 juillet       | dimanche 12 juillet             |
| ----------------------------------------- | ----------------------- | ------------------------------- |
| - Dropkick Murphys - Vald - Roger Hodgson | - Black Eyed Peas - IAM | - Tryo - La rue Ketanou - 47Ter |

à Landerneau (annulée)
| vendredi 7 août | samedi 8 août          | dimanche 9 août                           |
| --------------- | ---------------------- | ----------------------------------------- |
| - Tryo - 47Ter  | - IAM - La Rue Ketanou | - Martin Garrix - Roger Hodgson - Lorenzo |

### 2021
L'édition de Saint-Nolff est annulée pour cause de crise sanitaire.
à Landerneau
| jeudi 22 juillet  | vendredi 23 juillet                             | samedi 24 juillet                                    | dimanche 25 juillet                                                                             |
| ----------------- | ----------------------------------------------- | ---------------------------------------------------- | ----------------------------------------------------------------------------------------------- |
| - Reynz - Soprano | - Jason Mist - Asaf Avidan - Grand Corps Malade | - No Pain No Pain - La Rue Ketanou - Dionysos - Tryo | - The Chapas - Suzane - 47Ter (annulé) - IAM (annulé) - Soso Maness - Biga*Ranx - Mass Hysteria |

### 2022
à Saint-Nolff
| samedi 9 juillet                                                             | dimanche 10 juillet                                                                                          |
| ---------------------------------------------------------------------------- | --- |
| - Booba - Sum 41 - Ska-P - Niska - Skip the Use - Shady Fat Kats - George Ka | - Black Eyed Peas - Sean Paul - Roméo Elvis - Gaël Faye - Cassia - Trio Bacana - Ensemble National de Reggae |

à Landerneau
| vendredi 12 août                                                                       | samedi 13 août | dimanche 14 août |
| -------------------------------------------------------------------------------------- | --- | --- |
| - Sexion d'Assaut - Vald - Laylow - Mc Solaar - Rim'K (remplace Benjamin Epps) - Dee K | - Pixies - Parov Stelar - The Stranglers (remplace Rival Sons) - Naps - Dub Inc - Knuckle Head (remplace No One Is Innocent) - Far Caspian | - Martin Garrix - Yungblud - Plk - Deluxe - Victor Solf - Bob Vylan - Howlin' Grassman Vs Stompin' Bigfoot - Skyzophonik |

### 2023
à Saint-Nolff
| vendredi 7 juillet                                                             | samedi 8 juillet                                            | dimanche 9 juillet                                              |
| ------------------------------------------------------------------------------ | ----------------------------------------------------------- | --------------------------------------------------------------- |
| - Angèle - Djadja & Dinaz - Matmatah - 2 Many DJ's - John Butler - Roshi - Brö | - -M- - Damso - Hamza - Izïa - Kid Kapichi - Oete - Gambeat | - Orelsan - Jok'Air - Dub Inc - Selah Sue - Blaiz Fayah - Atili |

à Landerneau
| vendredi 11 août                                                        | samedi 12 août                                                                            | dimanche 13 août                                                      |
| ----------------------------------------------------------------------- | ----------------------------------------------------------------------------------------- | --------------------------------------------------------------------- |
| - Sean Paul - Damso - Sch - Vladimir Cauchemar - Joysad - Atili - Süeür | - Placebo - Foals - Matmatah - Mass Hysteria - Joris Delacroix - The Luka State - Komodor | - Macklemore - Dropkick Murphys - Hamza - Izïa - Tagada Jones - Helgä |

### 2024
à Saint-Nolff
| vendredi 5 juillet                                                                          | samedi 6 juillet                                                                     | dimanche 7 juillet                                                           |
| ------------------------------------------------------------------------------------------- | ------------------------------------------------------------------------------------ | ---------------------------------------------------------------------------- |
| - Placebo - The Hives - Jain - SCH - Dirtyphonics - The Bloyet Brothers - Banbz and Friends | - Bigflo et Oli - IAM - Saez - Gazo - The Rumjacks - Contrefaçon - Banbz and Friends | - Shaka Ponk - Timmy Trumpet - Josman - Tiakola - Fuzeta - Banbz and Friends |

à Landerneau
| vendredi 9 août                                              | samedi 10 août | dimanche 11 août                                                           |
| ------------------------------------------------------------ | --- | -------------------------------------------------------------------------- |
| - Bigflo & Oli - Gazo - IAM - Josman - Luther - David Pistol | - Louise Attaque - Miles Kane - Dionysos - Tiakola - Boombass - Étienne de Crécy - DJ Falcon - Gwendoline - Red Cardell - Vautour FC | - Shaka Ponk - Fatboy Slim - Kasabian - The Reytons - Howlin’ Jaws - SBRBS |

### 2025
à Saint-Nolff
| vendredi 4 juillet                                                                              | samedi 5 juillet                                                     | dimanche 6 juillet                                                               |
| ----------------------------------------------------------------------------------------------- | -------------------------------------------------------------------- | -------------------------------------------------------------------------------- |
| - Black Eyed Peas - Boris Brejcha - Vald - L'Entourloop - The Inspector Cluzo - Wasaaï & Conoki | - Rilès - Santa - Favé - KYO - Chinese Man - Graphy-T - Knuckle Head | - Ninho & Niska - Soprano - Biga*Ranx - Silmarils - Ultra Vomit - One Rusty Band |

à Landerneau
| vendredi 8 août                                                                                          | samedi 9 août                                                              | dimanche 10 août                                                                                       |
| --- | -------------------------------------------------------------------------- | --- |
| - Amy Macdonald - Dimitri Vegas & Like Mike - The Prodigy - Jok'Air - La Femme - Rilès - No pain No pain | - GIMS - Yodelice - Chinese Man - Vald - The Limiñanas - Hugo TSR - Billie | - Archive - Ninho & Niska - Timmy Trumpet - Fonky Family - Biga Ranx - Banbz - Komodrag & the Mounodor |

## Organisation
L'organisateur Régie Scène bénéficie d'aides publiques mais aussi de partenaires : les commerces landernéens, Espace culturel E.Leclerc de Landerneau, le Crédit mutuel de Bretagne, Ets Adam (Brasserie des Abers, bière Mutine), Breizh Cola, Radio france, Chérie FM, Fréquence Mutine, Virgin radio, Le Télégramme, Ouest-France, maville.com, BiC, Magasin vert.